# جانیک جانویان
جانیک جانویان (Ջանիկ Ջանոյան؛ زادهٔ ۲۰ اکتبر ۱۹۲۸ - درگذشته ۱ دسامبر ۲۰۱۰) یک سیاستمدار اهل ارمنستان بود که از تاریخ ۱۹۹۰ تا تاریخ ۱۹۹۳ در دولت گاگیک هاروتیونیان سمت وزیر دارایی ارمنستان را برعهده داشت. وی همچنین بین سال‌های ۱۹۷۵ تا ۱۹۹۰ سمت وزیر دارایی و اقتصاد ارمنستان شوروی را در اختیار داشت.

## زندگی‌نامه
در ۲۰ اکتبر ۱۹۲۸ در وارداغبیور به دنیا آمد و از دانشگاه دولتی ایروان فارغ‌التحصیل شد.  جانویان در ۱ دسامبر ۲۰۱۰ در سن ۸۲ سالگی درگذشت.